# Ausgabe letzter Hand
Als Ausgabe letzter Hand wird in der Literaturwissenschaft die letzte vom Autor selbst redigierte und überwachte Ausgabe seiner Werke bezeichnet. Die Ausgabe letzter Hand führt damit die Texte in ihrer vom Autor gewünschten Endgültigkeit auf oder auf dem Stand, wo der Autor an einer weiteren Bearbeitung durch Krankheit oder Tod gehindert wurde. Historisch-kritische Ausgaben gehen meist von ihr aus.
Der Begriff fand, ausgehend von Christoph Martin Wielands „Ausgabe von der letzten Hand“ (1794–1802/11) sowie Goethes „Vollständige[r] Ausgabe letzter Hand“ (1827–1830), Eingang in die Editionswissenschaft.
Die von einer Ausgabe letzter Hand gebotene Fassung eines Werkes muss „nicht unbedingt die lit[erarisch] wertvollere[] im Sinne e[iner] reifenden Entwicklung [...] sein“, sondern „die ursprüngl[iche] Fassung [kann] neben ihr e[in] eigenes oder gar infolge ihrer zeitgenöss[ischen] Wirkung histor[isch] ein bevorzugtes Daseinsrecht genieß[en] (z. B. Grimmelshausens Simplicissimus)“.
Friedrich Gottlieb Klopstock parodierte den Begriff mit seiner Rede von einer Messias-Ausgabe „des letzten Fingers“.